# 双六空难
双六空难-纪念沙巴伟人（英語：Double Six Tragedy）是一起在1976年6月6日在马来西亚沙巴州的亚庇国际机场附近发生的空难。一架澳洲制造的双引擎小型飞机「诺曼」型9MAG二号，下午3时从纳闽经过距离机场不远的森布兰（Sembulan）咸水芭海面上突然堕下，机上一共有11名乘客，包括沙巴州时任首席部长莫哈末·法·史蒂芬等在内的多名沙巴州政府官员，全部不幸罹难。

## 罹难者名单
1. 敦莫哈末·法·史蒂芬（简称敦法，Tun Mohammad Fuad Stephens，沙巴州首席部长）
2. 拿督张天文（沙巴州交通工务部长）
3. 拿督沙里苏隆（Datuk Salleh Sulong，沙巴州财政部长）
4. 拿督彼得摩珍丁（Datuk Peter Mojuntin，沙巴州地方政务兼房屋部长）
5. 达里士宾年（Darius Binion，沙巴州副首长助理部长）
6. 赛胡申华化博士（Dr. Syed Hussein Wafa，沙巴州经济策划单位总监）
7. 依沙阿丹（Isak Atan，联邦中央政府财政部长私人秘书）
8. 摩哈末宾伍长（Said Mohammad，沙巴州首席部长私人保镖）
9. 佐哈力史蒂芬（Johari Stephen，敦法公子）
10. 拿督华兴彼得安都（Datuk Wahid Peter Andau，沙巴州财政常务秘书）
11. 甘地那丹（Gandhi Nathan，飞机师）

## 调查
空難發生後，澳洲政府派4人调查团来协助调查飞机失事因素。「诺曼」飞机原本是没有黑箱的设备。经过调查后，发现该机并无技术上的错误。初步的调查结果是，超重是造成失事的原因之一。此次空難事件調查完成於1977年1月25日，並在同年3月提交給時任內閣，然而調查報告自空難發生後的47年裡，未曾向大眾公布結果，參與調查的澳洲政府也基於「馬來西亞政府還沒有公佈最終和完整調查報告」而未公布澳洲方面的調查結果。双六空难調查報告一直到2023年3月才由亞庇高等法院裁定時任安華內閣解密空難報告，首相拿督斯里安華隨之於同年4月5日宣布解密報告，翌日報告完成解密程序，並在4月12日公開。

## 事后
- 副首席部长哈里斯沙烈在即日下午假州元首宣誓成为沙巴州第6位首席部长。
- 沙巴政府在森布兰内的Grace Ville民宅建造六六空难纪念碑以纪念已故首席部长及其他部长。

## 各方反应

### 组织
- 沙巴亚庇最高法庭向堕机事件丧生的首席部长及其他部长之遗属慰唁及致敬。
- 沙巴土著商会表示向罹难首席部长及部长们表示哀悼。
- 沙巴印度人协会对罹难部长表示悼惜。

### 其他国家[4]
- 英国：英国外交部长对敦法及他的儿子的死亡表示哀悼，他表示:「马来西亚及英联邦失去了5位踔历的领袖」。
- ：澳洲总理马尔科姆·弗雷泽对堕机表示震惊，并表示敦法对促进澳州与马来西亚之间的关系做了很大的功荣。
- 菲律賓：菲律宾总统费迪南德·马科斯向罹难部长吊慰。